# Cedric Miller
Cedric Miller, né le 8 août 1964 à Nassau aux Bahamas (naturalisé français), est un joueur de basket-ball évoluant actuellement au S.O.M.B (Stade Olympique Maritime Boulogne sur Mer) en tant qu'entraîneur de l'équipe B du club, qui évolue en excellence régionale.
On peut également noter qu'il a participé à l'excellente fin de saison du S.O.M.B qui est monté en Pro B durant la saison 2009/2010.
Il a joué dans de nombreux grands clubs dont Cholet Basket et le BCM.
Il a deux garçons qui se prénomment Oscar et Jules.

## Parcours
- Université de Hampton (NCAA)
- Cordoba (Argentine)
- Sangalhos (Portugal)
- Rotterdam (Pays-Bas)
- Berck
- Chatou
- Saint-Brieuc
- Caen Basket Calvados
- ESPE Basket Châlons-en-Champagne
- Cholet Basket
- Basket Club Maritime Gravelines Dunkerque Grand Littoral
- Boulogne sur Mer